# AGERPRES
Die Agenția Națională de Presă kurz AGERPRES (rum. Aussprache ˈad͡ʒerpres) ist eine rumänische Nachrichtenagentur. Sie wurde 1889 gegründet und ist somit die älteste Nachrichtenagentur des Landes und besitzt das größte rumänische Fotoarchiv. Sie ist Mitglied der EANA und hat Korrespondenten im ganzen Land und in bedeutenden europäischen Metropolen.

## Geschichte
Die Agentur wurde auf Initiative des Außenministers Petru Carp am 27. März 1889 unter dem Namen Agenția Telegrafică a României gegründet. Sie arbeitete erfolgreich, bis sie Ende 1916 ihren Dienst einstellen musste, als die Deutschen im Ersten Weltkrieg Bukarest einnahmen und der Palatul Poștelor geräumt werden musste. Danach nahm sie ihre Arbeit wieder auf und war 1921 Grundlage von Orient Radio RADOR, einer Nachrichtenagentur im modernen Sinne. Nach einem Parlamentsbeschluss hieß sie ab 1926 RADOR — Agenție de informații telegrafice.
Aufgrund eines kommunistischen Dekrets wurde aus der Agentur 1949 die Agerpres. Schon kurz nach der Rumänischen Revolution im Dezember 1989 erfolgte im Januar 1990 die Umwandlung in die Agenția Națională de Presă ROMPRES, die aber weiter unter staatlicher Autorität stand. Nach einer Gesetzesänderung 2003 wurde Rompres eine autonome öffentliche Institution, unter der Kontrolle des Parlaments. 2008 wurde der Name wieder in Agerpres geändert.